# Polyura kadenii
Polyura kadenii är en fjärilsart som beskrevs av Felder 1860. Polyura kadenii ingår i släktet Polyura och familjen praktfjärilar. Inga underarter finns listade i Catalogue of Life.

## Bildgalleri

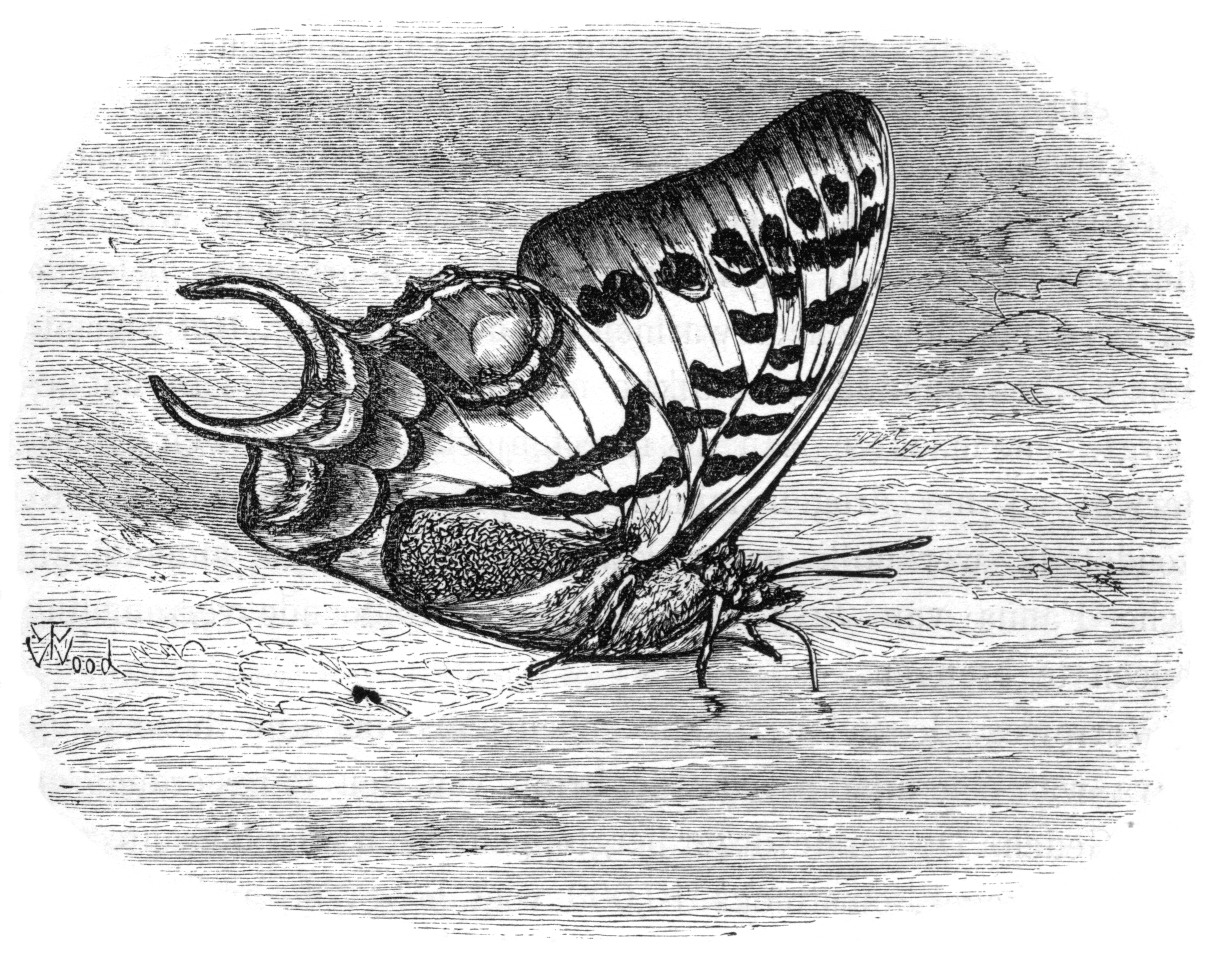